# سوپروفن
سوپروفن (انگلیسی: Suprofen) یک داروی ضد التهابی غیر استروئیدی (NSAID) است که توسط جانسن فارماسیوتیکا توسعه یافته و به عنوان قطره چشمی ۱٪ با نام تجاری Profenal به بازار عرضه شده است.

## ویژگی‌ها
سوپروفن در ابتدا به عنوان قرص به کار می‌رفت، اما مصرف خوراکی به دلیل عوارض کلیوی قطع شده است. بعداً به طور انحصاری به عنوان محلول موضعی چشم استفاده شد، به طور معمول برای جلوگیری از مردمک‌تنگی در حین و پس از عمل جراحی چشم. این برنامه نیز دست‌کم در ایالات متحده آمریکا متوقف شده است.